# Oggy en de kakkerlakken
Oggy en de kakkerlakken (originele Franse titel: Oggy et les Cafards)  is een Franse humoristische animatieserie met een hoog slapstickgehalte, geproduceerd door het productiebedrijf Xilam. In Nederland wordt het programma uitgezonden door RTL Telekids en voorheen op Fox Kids, AVRO en Nickelodeon. In Vlaanderen wordt het uitgezonden door Ketnet en Nickelodeon. Er zijn 7 seizoenen gemaakt met meer dan 400 afleveringen.
In 2013 kwam de animatiefilm Oggy and the Cockroaches: The Movie uit. In 2022 kwam een vervolgserie uit. Deze is getekend in een iets andere stijl. Oggy heeft naast de kakkerlakken een kindje in huis waar hij voor zorgt, een Indiase olifant Piya.

## Synopsis
Oggy, een luie, blauwe kat, is de hoofdrolspeler in deze serie. Het liefst kijkt hij de hele dag televisie, ware het niet dat hij last ondervindt van de drie kakkerlakken die achter een ventilatierooster in zijn huis wonen. Het trio heet Joey, Dee Dee en Marky. Zij zijn vernoemd naar enkele leden van de punkband Ramones. Oggy is vernoemd naar Iggy Pop. De kakkerlakken hebben doorlopend strijd met Oggy om de inhoud van de koelkast. Daarnaast maken ze Oggy het leven zuur door allerlei absurde fratsen uit te halen en reizen ze zelfs met hem mee als hij naar het buitenland gaat.
Na verloop van tijd komt de verleidelijke Olivia naast Oggy wonen. Ze worden verliefd, maar daar wel flink bij gehinderd door de kakkerlakken, om in de laatste aflevering met elkaar te trouwen.
De serie speelt zich af in de buitenwijk van een grote stad. De huizen zijn allemaal identiek en liggen in vierkante tuinen met strakke gazons, gescheiden door heggen aan kaarsrechte wegen. Alleen het huis van Oggy heeft een afwijkende kleur dak. Zo kan het dus ook gebeuren dat Oggy verdwaalt in zijn eigen wijk. In de verte zijn wolkenkrabbers te zien.
Er zijn veel verwijzingen naar kunst. Aan de muren hangen beroemde schilderijen, de slaapkamer van Olivia is behangen met een roze versie van de grote golf van Kanagawa en de tekenstijl van de serie is popart.
In de serie wordt nauwelijks gesproken. Oggy maakt meestal alleen kattengeluiden. Als er toch gesproken wordt is het onverstaanbaar. De kakkerlakken communiceren door hun plannen in een denkwolkje aan te wijzen.

## Personages
OggyOggy is een luie, blauwe kat met overgewicht. Als hij niet bezig is met het jagen op de kakkerlakken, kijkt hij graag televisie of is hij bezig met het huishouden. Hij heeft rare trekjes en gedraagt zich soms vrouwelijk door zich te verkleden als een dienstmeisje. Ondanks de constante chaos die de kakkerlakken veroorzaken, heeft Oggy een haat-liefdeverhouding met hen opgebouwd. Wanneer Oggy eenzaam is, mist hij die kleine terroristen.
Dee DeeHij is een van de drie kakkerlakken. Zijn lichaam is blauw gekleurd met een oranje hoofd en hij heeft groene ogen. Met een ontembare eetlust, eet Dee Dee weleens dieren die veel groter zijn dan hij. Als het moet, eet hij zelfs giftige champignons. Dee Dee is de meest vervelende kakkerlak.
MarkyEen ander lid van de kakkerlakken heet Marky en hij heeft een grijs lichaam met een groen hoofdje. Zijn ogen zijn roze van kleur. Hij is de langste van het trio en heeft over het algemeen lak aan wat de andere twee uitvreten. Vroeger vond hij streken uithalen geweldig, maar dat is in de loop der jaren veranderd. Nu is hij erg rustig, maar toch geniet hij nog steeds van tijd spenderen met zijn vriendjes. Zijn hobby is afspreken met meisjes en boeken lezen. Marky staat bekend om zijn slechte adem.
JoeyHet laatste lid van het trio is een kakkerlak met een roze lichaam en een paars hoofd. Zijn linkeroog is geel en zijn rechteroog is roze. Ondanks dat hij de kleinste van de drie is, heeft hij het slimste brein van allemaal. Hij moet soms alleen zijn operaties uitvoeren, omdat zijn vriendjes de plannen stom vinden. Joey spreekt, net als Marky, graag af met meisjes. In zijn geval is dat meestal een bij.
JackDe neef van Oggy. Hij is een groene kat die in veel opzichten het tegenovergestelde van Oggy is. Jack logeert vaak bij Oggy. De kakkerlakken blijven meestal uit zijn buurt. Jack is erg technisch en bouwt regelmatig allerlei apparaten. Hij is verder verliefd op Monica, de zus van Oggy en hij heeft hoogtevrees.
BobEen van de buren van Oggy. Hij is een buldog waar Oggy regelmatig conflicten mee heeft. Bob is veel sterker dan Oggy wat het voor hem erg lastig maakt.
OliviaEen mooie witte vrouwelijke poes die na verloop van tijd naast Oggy komt wonen. Ze is verleidelijk en gek op alles wat met de natuur te maken heeft. Ze kan het dus ook niet aanzien dat Oggy de kakkerlakken slaat. Ze heeft zelf ook weer een verleidelijke kakkerlak in huis waar Dee Dee, Marky en Joey verliefd op zijn.
MonicaZij is de tweelingzus van Oggy en een echte thrill seeker. Ze heeft echter maar weinig optredens in de serie.

## Seizoenen
- Seizoen 1: 1998 - 1999 (78 afleveringen)
- Seizoen 2: 2000 - 2005 (78 afleveringen)
- Seizoen 3: 2008 - 2009 (39 afleveringen)
- Seizoen 4: 2012 - 2013 (74 afleveringen)
- Seizoen 5: 2016 (76 afleveringen)
- Seizoen 6: 2017 (78 afleveringen)
- Seizoen 7: 2018 (78 afleveringen)

## Trivia
- De kamers in het huis van Oggy zijn veel groter dan de buitenkant toe zou laten. Niet alleen als de hoofdpersonen elkaar achternazitten, dan zijn de kamers en het trappenhuis eindeloos, maar ook als de figuren stilstaan zie je direct dat elke kamer groter en hoger is dan het huis zelf.
- Oggy en de kakkerlakken duiken af en toe op in andere tekenfilms. Bijvoorbeeld in die van  Lucky Luke.
- In de film Lucky Luke: Op naar het westen spelen de kakkerlakken  Dee Dee, Marky en Joey een cameo in deze film, ze zijn pas in beeld te zien nadat Averell Dalton zijn regendans heeft gedaan in de woestijn.
- In 2015 ontstond een kleine controverse toen bleek dat in een van de afleveringen op de achtergrond een poster met blote borsten te zien was. De aflevering is nadien aangepast.